# Eratigena agrestis
La tegenaria campestre o araña vagabunda (Eratigena agrestis) es una especie de araña araneomorfa de la familia Agelenidae.

## Apariencia
La hembra mide entre 11-15 mm; el macho 8-11 mm. No hay dimorfismo sexual en el color. Su coloración es bastante tenue, siendo una mezcla de marrón y tonos de tierra tostada. Aunque la mayoría de las agelénidas tienen mucho pelo en sus patas, estas arañas posee patas casi lisas.
Cabe aclarar que es bastante difícil identificar a estas arañas, tarea que puede llegar a requerir de un microscopio.

## Hábitat y distribución
T. agrestis se distribuye por el holártico: Eurasia, el noroeste de Estados Unidos y el sudoeste de Canadá. Recientemente se ha encontrado en el sur de Alaska. Prefiere un clima moderadamente seco. En Europa no suele vivir en casas. Es más común encontrarla en jardines y campos.

## Toxicidad
Esta araña, así como muchas otras, tiene la (infundada) mala fama de causar lesiones necróticas. Esta mala fama fue adquirida principalmente en Norteamérica, donde estas arañas fueron introducidas desde Europa, donde, curiosamente, no se las considera peligrosas. Incluso hasta su nombre ha sufrido interpretaciones ridículas: la denominación de la especie ("agrestis") se asocia erróneamente con el adjetivo "agresiva", cuando en realidad su significado es "campestre".